# Sofia Sakorafa

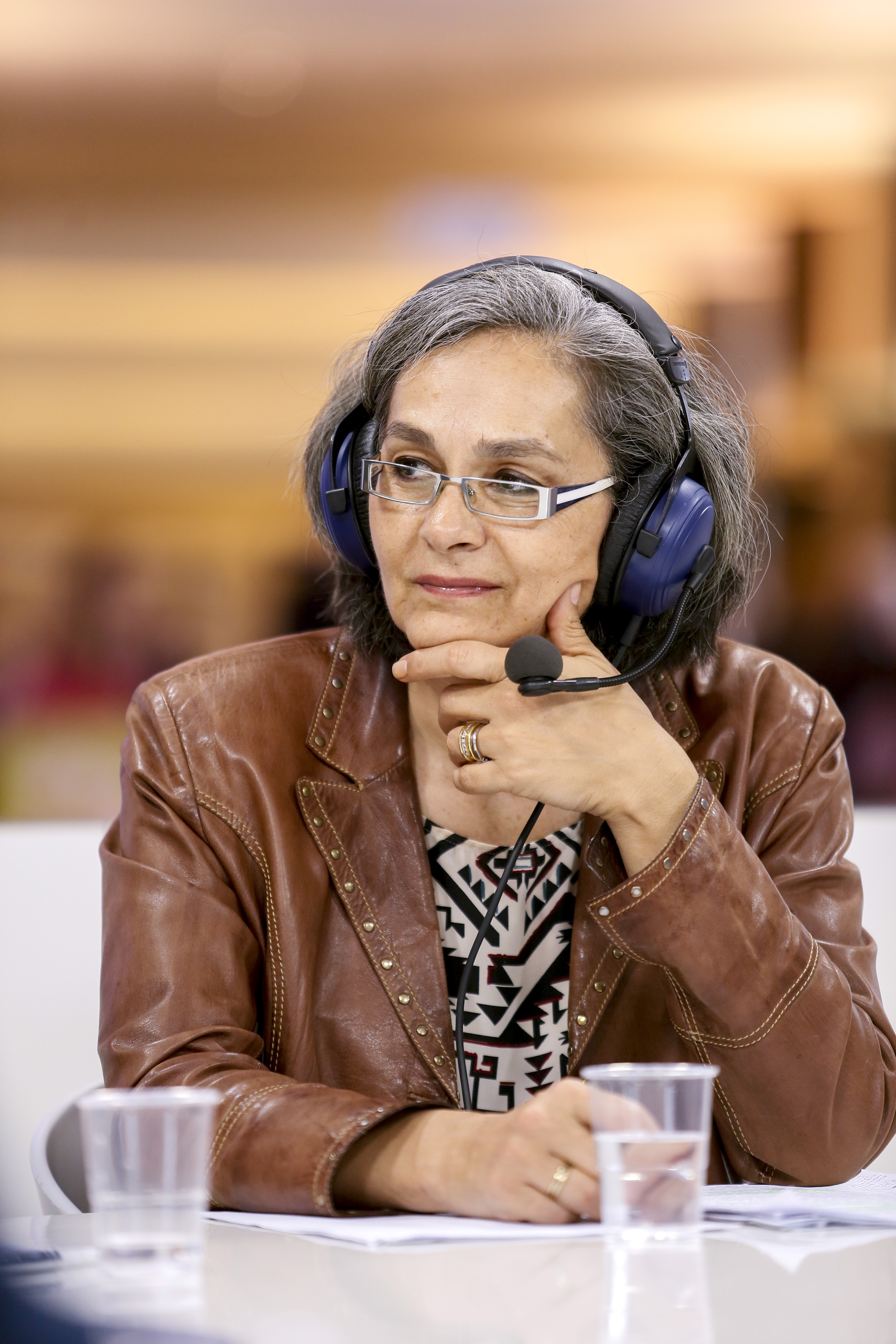
Sofia Sakorafa, 2016

Sofia Sakorafa (griechisch Σοφία Σακοράφα, * 29. April 1957 in Trikala) ist eine griechische Politikerin der transnationalen europäischen Demokratiebewegung DiEM 25 (Demokratie in Europa 2025), die in Griechenland MeRA25 heißt. Sie ist seit dem 7. Juli 2019 Abgeordnete im griechischen Parlament für MeRA25. Daneben ist Sakorafa eine ehemalige Leichtathletin.

## Sport
Bei einer Körpergröße von 1,77 m betrug ihr Wettkampfgewicht 73 kg.
Insgesamt stellte Sofia Sakorafa 16 griechische Rekorde im Speerwurf auf, beginnend mit 41,32 Meter im Jahr 1972, wobei ihre Karriere durch die dauerhafte Rivalität zu Anna Verouli geprägt war.
Sofia Sakorafa nahm 1976 und 1980 an Olympischen Spielen teil. Beide Male gelang ihr in der Qualifikation kein gültiger Wurf. Bei den Europameisterschaften 1978 verpasste sie mit 56,76 Meter als Dreizehnte der Qualifikation die Finalteilnahme um 42 Zentimeter.
1981 warfen Verouli und Sakorafa erstmals über 60 Meter. Bei den Europameisterschaften 1982 in Athen lag bis zum fünften Durchgang Antje Kempe aus der DDR mit 67,94 Meter in Führung. Dann gelang Anna Verouli mit 70,02 Meter eine neue persönliche Bestleistung. Sofia Sakorafa gewann mit 67,04 Meter die Bronzemedaille. Die beiden Medaillen im Speerwurf waren die einzigen Medaillen für das Gastgeberland bei diesen Europameisterschaften.
Zweieinhalb Wochen nach dem Europameisterschaftsfinale stellte Sofia Sakorafa in Chania auf Kreta mit 74,20 Meter einen neuen Weltrekord auf und übertraf den zwei Monate alten Weltrekord der Finnin Tiina Lillak um 1,80 Meter. Im Juni 1983 holte sich Lillak den Weltrekord mit 74,76 Meter zurück. Wegen einer Schulterverletzung musste Sofia Sakorafa die Teilnahme an den Weltmeisterschaften 1983 absagen. Erst 1986 trat Sakorafa wieder bei Wettkämpfen an, fand aber nicht mehr den Anschluss an die Weltspitze.

## Politik
Sakorafa geriet im Vorfeld der Olympischen Spiele 2004 noch einmal in die Schlagzeilen. Als Stadtratsabgeordnete von Maroussi, dem Vorort Athens, in dem sich das Olympiastadion befindet, beantragte sie, für Palästina an den Start gehen zu dürfen. Letztlich scheiterte ihr Vorhaben daran, dass sie die Olympianorm nicht erfüllte.
Sakorafa war Abgeordnete in den Städten Athen und Maroussi. Für die Partei PASOK zog sie dreimal in  das griechische Parlament ein (2000, 2007 und 2009). 2004 konnte sie kein Mandat erringen.
2010 stimmte sie gegen die Sparpläne und Gehaltskürzungen, die Teil des Abkommens zwischen der griechischen Regierung, dem Internationalen Währungsfonds und der EU waren. In Folge wurde sie aus der PASOK-Partei ausgeschlossen und arbeitete fortan als unabhängige Parlamentarierin.
Bei den Wahlen 2012 trat sie daraufhin für die Partei SYRIZA – Enotiko Kinoniko Metopo an und zog 2014 für Syriza in das Europäische Parlament ein.
Im September 2015 verließ Sakorafa die Syriza nach Meinungsverschiedenheiten mit der Syriza-Führung über die Einführung weiterer Sparmaßnahmen in Griechenland. Sie sagte: „Es ist klar, dass ich weder eine Regierung noch eine Politik unterstützen kann, die Maßnahmen beinhaltet, die den Menschen schaden.“ Im Dezember 2018 schloss sie sich der Partei Demokratie in Europa 2025 des ehemaligen Finanzministers Yanis Varoufakis an. Bei den griechischen Parlamentswahlen vom 7. Juli 2019 gelang ihr mit acht weiteren Abgeordneten der Einzug ins griechische Parlament mit der Partei MeRa25.